# Rak poustevníček

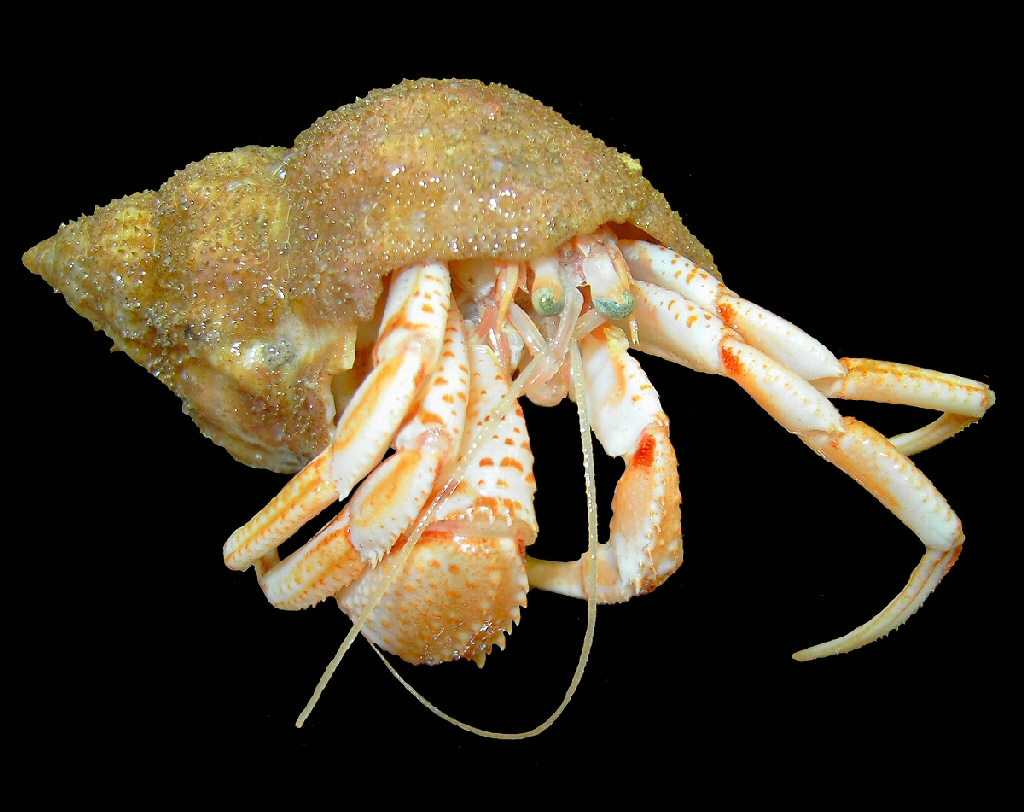
Poustevníček severský (Pagurus bernhardus)

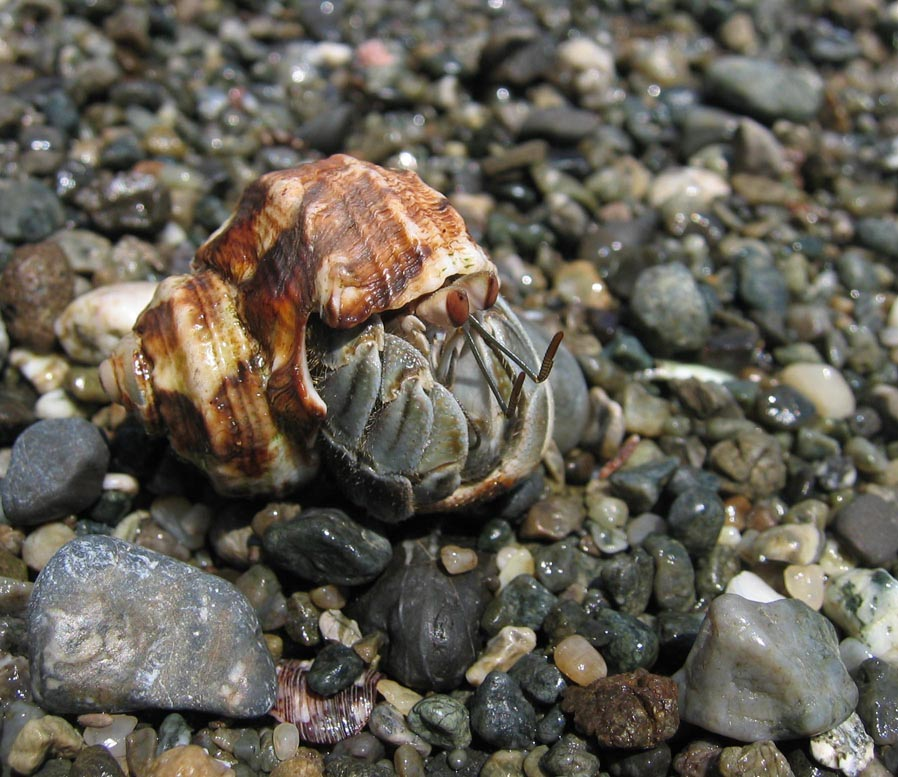
Coenobita compressus

Rak poustevníček (ráček poustevníček) je laické označení pro několik skupin desetinohých korýšů z infrařádu Anomura. Existuje asi 500 druhů, které se označují jako „rak poustevníček“ nebo „krab poustevníček“, případně poustevnický krab. V období larválního vývoje jsou všechny druhy vázané na moře. Poustevníčci jsou všežraví (omnivorní) a většinou to nejsou dobří lovci.
Mezi desetinohé korýše z infrařádu Anomura patří druhy mořské, semiterestrické i vyloženě suchozemské.
- Pro mořské druhy je typické, že žijí v opuštěných schránkách plžů (měkkýšů) a často vstupují do symbiotických vztahů se sasankami, které lze považovat za mutualismus. Také ochraňují mnohé korály před různými rybami.

- Semiterestrické druhy žijí v mělkých pobřežních vodách, v přílivových zónách a někdy vystupují na krátkou dobu na souš.

- Suchozemské druhy žijí trvale mimo vodu a při dlouhodobém ponoření se mohou utopit. Někteří suchozemští poustevníčci při hledání potravy aktivně šplhají po stromech. Ti největší z nich (např. krab palmový) nevyužívají v dospělosti ochrany ulit plžů.

## Zástupci
Mezi nejdůležitější patří:
- rod Birgus
  - krab palmový (poustevníček krabový, poustevníček palmový; syn. Birgus latro Cancer latro, Birgos latro, Birgo latus)[1]
- rod Coenobita
- rod Dardanus (poustevníček)
- rod Eupagurus (poustevníček)
  - Eupagurus prideauxi
- rod Paguristes (poustevníček)
- rod Pagurus
  - poustevníček osamělý (Pagurus anachoretus)
  - poustevníček severský (Pagurus bernhardus, syn. Eupagurus bernhardus)
  - poustevníček třásnitý (Pagurus cuanensis)